# Stadion Miejski w Gubinie
Stadion Miejski w Gubinie – stadion piłkarsko-lekkoatletyczny znajdujący się w Gubinie. Na tym obiekcie rozgrywają mecze piłkarze Cariny Gubin.

## Położenie
Stadion położony jest przy ulicy Sikorskiego w Gubinie, w północnej części miasta. Obiekt okala kompleks leśny z przepływającą na północny zachód od stadionu Nysą Łużycką. Nieopodal, na południe od obiektu, przebiega linia kolejowa.

## Historia

### Do 1945
Budowę stadionu rozpoczęto w 1934 roku w północnej części miasta, w ówczesnej dzielnicy Chöne (Chojny), w pobliżu lotniska.
1 czerwca 1935 roku dokonano uroczystego otwarcia stadionu. Posiadał on 25 000 miejsc i w tym czasie był największym obiektem sportowym na obszarze Dolnych Łużyc. Mecz inauguracyjny rozegrały reprezentacje miast Gubin i Forst (Lausitz). Swoje mecze rozgrywały na nim dwa lokalne zespoły, występujące w klasie okręgowej Frankfurt (Oder)/Lausitz Nord: 1. FC Guben, który po jednym sezonie gry w najwyższej klasie rozgrywkowej – Gauliga Berlin-Brandenburg (1934/1935) spadł do klasy okręgowej. Rywalizował w niej z lokalnym rywalem – SV Guben. W pierwszym, historycznym meczu derbowym na nowym stadionie i w obecności 3500 widzów 1.FC pokonał SV 2:0 (2:0). Spotkanie rozegrano 17 listopada 1935 r.
Na koronie stadionu znajdował się kamienny blok stanowiący pomnik ku czci żołnierzy poległych w I wojnie światowej. Pomnik odsłonili wysocy rangą przedstawiciele NSDAP. Na uroczystości przewidywana była obecność Adolfa Hitlera. 50 000 ludzi w strugach deszczu daremnie oczekiwało na przyjazd swego wodza.
Obiekt w czasach narodowego socjalizmu był wykorzystywany nie tylko do celów sportowych. Organizowane tu były militarne ćwiczenia Hitlerjugend, wiece NSDAP i zbiórki wojskowe. Powitanie 29 Pułku Piechoty w listopadzie 1938 roku stanowi typowy przykład imprezy militarno-propagandowej w owym czasie.

### Od 1945
Obiekt jest macierzystym stadionem klubu piłkarskiego „Carina” Gubin, który dawniej występował pod nazwami „Spójnia” Gubin, „Polonia” Gubin czy „Gubinianka” Gubin. Stadion za sprawą Cariny gościł czterokrotnie rozgrywki Pucharu Polski w piłce nożnej na szczeblu centralnym – w sezonie 1964/1965, kiedy jeszcze pod nazwą Gubinianka piłkarze dotarli do 1/32 finału, gdzie przegrali z Górnikiem Wałbrzych 1:2; 1987/1988, gdzie Carina przegrała 1:2 już w I rundzie z Pogonią Oleśnica po 120 min gry, a sam mecz przyciągnął liczną widownię; 2023/2024, gdzie Carina w I rundzie pokonała Radunię Stężyca 4:1, a w 1/8 finału przegrała 2:5 z Piastem Gliwice.
W 1964 roku rozegrano tutaj finał Pucharu Polski na szczeblu województwa zielonogórskiego.
Nawierzchnia została zmodernizowana w roku 2016. W 2018 roku przedstawiono plany przebudowy obiektu. W 2021 roku zainstalowano dodatkowe krzesełka. W 2022 roku gmina Gubin otrzymała dofinansowanie z rządowego programu „Polski Ład” na przebudowę stadionu, składającą się z m.in. położenia nowej murawy i tartanowej bieżni lekkoatletycznej, montażu jupiterów o mocy 500 lux, a ponadto budowy trybuny głównej z 974 krzesełkami wraz z zadaszeniem i trybuny dla kibiców gości z 64 miejscami siedzącymi.